# Doktor Jekyll i pan Hyde (film 1920)
Doktor Jekyll i pan Hyde (ang. Dr. Jekyll and Mr. Hyde) – film niemy z gatunku horror produkcji amerykańskiej z 1920 roku. Film jest ekranizacją noweli Roberta L. Stevensona pod tym samym tytułem.

## Treść
Naukowiec Jekyll odkrywa że w każdym człowieku drzemie druga – zła osobowość. Za sprawą wynalezionego przez siebie eliksiru wyzwala ją w sobie przemieniając się w potwora. Z każdym dniem zaczyna ona jednak przejmować kontrolę na jego życiem prowadząc go w stronę nieuchronnego upadku.

## Obsada
- John Barrymore – dr Henry Jekyll / Edward Hyde
- Charles Lane – dr Richard Lanyon
- Brandon Hurst – sir George Carewe
- Martha Mansfield – Millicent Carewe
- Nita Naldi – panna Gina
- Cecil Clovelly – Edward Enfield
- J. Malcolm Dunn – John Utterson
- Louis Wolheim – właściciel sali muzycznej
- George Stevens – Poole